# Ferdinando Falco
Ferdinando Falco (Caivano, 8 luglio 1936 – Roma, 8 luglio 2016) è stato un poeta e scrittore italiano.

## Biografia
Di modesta famiglia originaria di Caivano, paese a tredici chilometri da Napoli, trasferitasi a Roma nel 1935, dopo gli studi classici intraprende la carriera militare come ufficiale di fanteria, mantenendo inalterato l'interesse per le lettere. Redige, con Mario Melis, Angelo Ricciardi e Achille Serrao, il periodico Il disordine.
Dopo un lungo esercizio preparatorio pubblica nel 1974 la prima e coerente raccolta di testi lirici, Tecnica di settembre in cui rifiuta la prosodia classica. Nel 1980, pubblica La bardana del greco (edizioni Barbablu, Siena), in cui ritorna temporaneamente all'uso della misura classica.
Collabora alle riviste Forum Italicum, Altri termini, Carte Segrete, Origine. Parti consistenti di un suo romanzo provvisoriamente intitolato Profane agiologie (poi divenuto Agiografie profane) sono pubblicate su Carte Segrete (39/79) e Altri termini (3,4,5/85 e 86).
Nel 1982 vede la luce L'ampiezza a dimora pubblicata nei Quaderni di Messapo (Siena) con prefazione di Cesare Milanese, in cui abbandona di nuovo la prosodia scolastica tradizionale.
Prende parte a numerose letture di poesia, fra cui Variante indiscreta (Monterotondo, 1986) e Prova d'autore (Roma, 1987), organizzata presso l'Associazione culturale Magazzini Generali di Poesia diretta da Stefano Docimo. È di allora la sua collaborazione con Achille Serrao e Vanni Rinaldi per la realizzazione della cartella di poesia e grafica Scacco al Re - mosse per versi e per immagini (Grafica Campioli, Monterotondo, 1988). Risale a questo periodo anche un'attività pubblicistica che si sviluppa per Quadrante (rivista per le Forze Armate), Occidente, Marguttone, Ore 12, e l'Agenzia Internazionale Stampa Estera
(AISE).
Nel 1989 pubblica i Sonetti in forma di poesia, con prefazione di Achille Serrao.
Dal 2002 si dedica alla prosa pubblicando i romanzi Uneide, Agiografie profane, Triedro, Resti umani e le prose di Carte a perdere. Nell'ottobre 2004 prende parte ad un ciclo di lezioni presso la facoltà di Letteratura dell'Università di Tor Vergata di Roma, aprendo il seminario con una lezione su Ugo Foscolo, poi inclusa, assieme alle altre del ciclo, nel volume "Poeti che leggono poeti: rassegna dell'Otto-Novecento", a cura di Gabriele Scalessa (Cofine, Roma 2005).
Nel 2012 torna al sonetto pubblicando il Trattatello dell'anima e dell'ombra.

## Pubblicistica
Le sue opere sono presenti in alcune antologie fra cui Le proporzioni poetiche a cura di Domenico Cara (Laboratorio delle Arti, Milano 1971); Spring Box (Campioli, Monterotondo, 1986), ancora a cura di Domenico Cara; Traversata dell'azzardo (Forum/Quinta Generazione, 1990).
La sua bibliografia critica essenziale è raccolta nei saggi e nelle note di Angelo Ricciardi, Francesco Paolo Memmo, Achille Serrao, Cesare Milanese e Franco Manescalchi.

## Opere

### Poesia
- In lode alla magia (Il Messaggio, Gela 1974, foglio n. 33)
- Tecnica di settembre (Il Libro, Roma 1974)
- La bardana del greco (Barbablu, Siena 1980)
- L'ampiezza a dimora (Messapo, Siena 1980)
- Sonetti in forma di poesia (Hetea, 1989)
- Piccole esecuzioni (Roma, 1993)
- Trattatello dell'anima e dell'ombra (Accipiter, Roma, luglio 2012)

### Romanzi e prosa
- Uneide (Confine, Roma 2002)
- Agiografie profane (Accipiter, Roma, gennaio 2010)
- Triedro (Accipiter, Roma, settembre 2010)
- Resti umani (Accipiter, Roma, gennaio 2011)
- Carte a perdere (Accipiter, Roma, gennaio 2012)

| Controllo di autorità | VIAF (EN) 90343976 · SBN SBLV252838 |